# José Salazar López
José Salazar López, né le 12 janvier 1910 à Ameca au Mexique et mort le 9 juillet 1991 à Guadalajara, est un cardinal mexicain, archevêque de Guadalajara de 1970 à 1987. 

## Biographie

### Prêtre
Après des études au séminaire de Guadalajara et à l'Université pontificale grégorienne, José Salazar López est ordonné prêtre le 26 mai 1934 pour le diocèse de Guadalajara.

### Évêque
Nommé évêque coadjuteur de Zamora, avec le titre d'évêque in partibus de Prusias ad Hypium, le 22 mai 1961, il est consacré le 20 août suivant par le cardinal José Garibi y Rivera. Il devient évêque de ce diocèse le 15 septembre 1967.
Il est ensuite nommé archevêque de Guadalajara le 21 février 1970. Il le reste jusqu'au 15 mai 1987, date à laquelle il se retire en raison de son âge.

### Cardinal
Il est créé cardinal par le pape Paul VI lors du consistoire du 5 mars 1973, avec le titre de cardinal-prêtre de Santa Emerenziana a Tor Fiorenza.